# Rajd Argentyny 2006

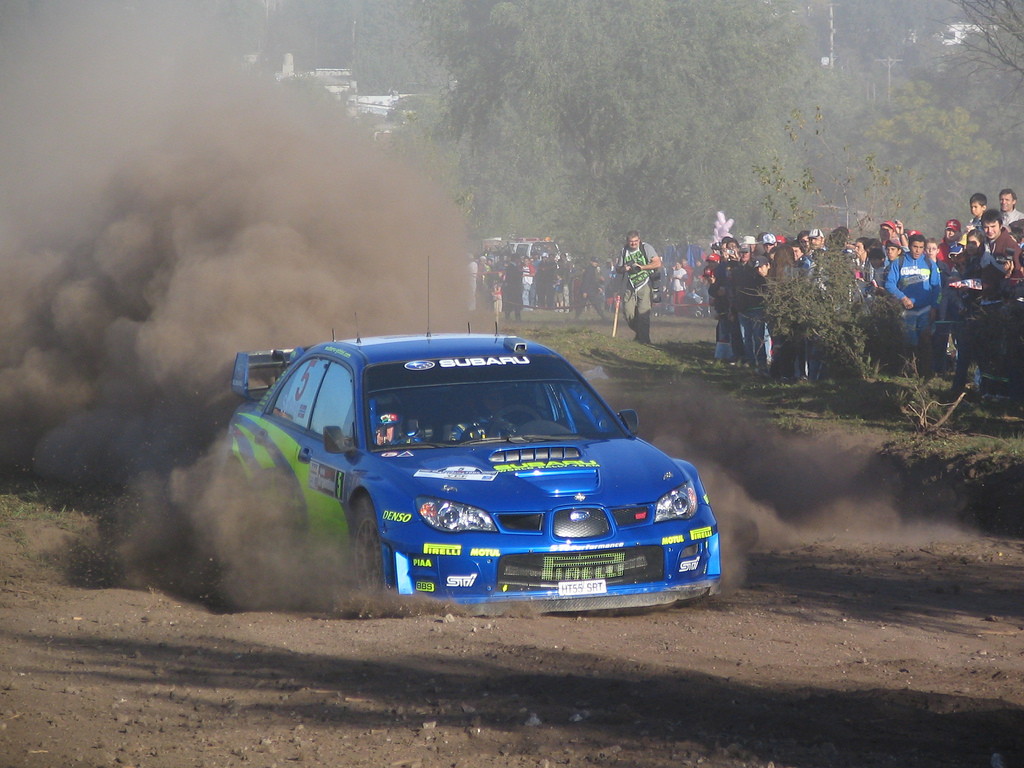
Petter Solberg podczas rajdu

Rezultaty Rajdu Argentyny, eliminacji Rajdowych Mistrzostw Świata, w 2006 roku, który odbył się w dniach 28-30 kwietnia:

## Klasyfikacja końcowa
| Msc. | Kierowca             | Pilot                | Samochód                   | Czas      | Strata   | Grupa | Punkty |
| WRC  | WRC                  | WRC                  | WRC                        | WRC       | WRC      | WRC   | WRC    |
| ---- | -------------------- | -------------------- | -------------------------- | --------- | -------- | ----- | ------ |
| 1    | Sébastien Loeb       | Daniel Elena         | Citroën Xsara WRC          | 4:06:51.3 | 0.0      | A8 M  | 10     |
| 2    | Petter Solberg       | Phil Mills           | Subaru Impreza WRC 2006    | 4:07:35.9 | 44.6     | A8 M  | 8      |
| 3    | Gianluigi Galli      | Giovanni Bernacchini | Peugeot 307 WRC            | 4:10:15.6 | 3:24.3   | A8    | 6      |
| 4    | Manfred Stohl        | Ilka Minor           | Peugeot 307 WRC            | 4:10:31.3 | 3:40.0   | A8 M  | 5      |
| 5    | Daniel Sordo         | Marc Marti           | Citroën Xsara WRC          | 4:12:31.5 | 5:40.2   | A8    | 4      |
| 6    | Chris Atkinson       | Glenn MacNeall       | Subaru Impreza WRC 2006    | 4:12:35.1 | 5:43.8   | A8 M  | 3      |
| 7    | Henning Solberg      | Cato Menkerud        | Peugeot 307 WRC            | 4:16:20.0 | 9:28.7   | A8 M  | 2      |
| 8    | Matthew Wilson       | Michael Orr          | Ford Focus RS WRC 04       | 4:17:25.9 | 10:34.6  | A8 M  | 1      |
| 9    | Luis Perez Companc   | Jose Maria Volta     | Ford Focus RS WRC '04      | 4:17:43.6 | +10:52.3 | A8 M  |        |
| 10   | Marcus Grönholm      | Timo Rautiainen      | Ford Focus RS WRC '06      | 4:21:00.0 | +14:08.7 | A8 M  |        |
|      |                      |                      |                            |           |          |       |        |
| 16.  | Leszek Kuzaj         | Maciej Szczepaniak   | Subaru Impreza STi N11     | 4:34:14,4 | 27:23,1  | N4    |        |
| JWRC |                      |                      |                            |           |          |       |        |
| 1    | Guy Wilks            | Phil Pugh            | Suzuki Swift Super 1600    | 4:44:46.9 | 0.0      | A6    | 10     |
| 2    | Patrik Sandell       | Emil Axelsson        | Renault Clio Super 1600    | 4:54:06.4 | 9:19.5   | A6    | 8      |
| 3    | Per-Gunnar Andersson | Jonas Andersson      | Suzuki Swift Super 1600    | 5:13:47.9 | 29:10.0  | A6    | 6      |
| 4    | Jaan Mölder          | Katrin Becker        | Ford Fiesta Super 1600     | 5:40:26.5 | 55:39.6  | A6    | 5      |
| PWRC |                      |                      |                            |           |          |       |        |
| 1    | Nasser Al-Attiyah    | Chris Patterson      | Subaru Impreza Spec C      | 4:32:44.0 | 0.0      | N4    | 10     |
| 2    | Leszek Kuzaj         | Maciek Szczepaniak   | Subaru Impreza             | 4:34:14.4 | 1:30.4   | N4    | 8      |
| 3    | Mirco Baldacci       | Agnese Giovanni      | Mitsubishi Lancer Evo IX   | 4:46:52.2 | 14:08.2  | N4    | 6      |
| 4    | Nigel Heath          | Steve Lancaster      | Subaru Impreza Spec C      | 4:55:10.2 | 22:26.2  | N4    | 5      |
| 5    | Sebastián Beltrán    | Ricardo Rojas        | Mitsubishi Lancer Evo IX   | 4:55:12.2 | 22:28.2  | N4    | 4      |
| 6    | Marcos Ligato        | Ruben Garcia         | Mitsubishi Lancer Evo IX   | 5:03:36.7 | 30:52.7  | N4    | 3      |
| 7    | Stefano Marrini      | Tiziana Sandroni     | Mitsubishi Lancer Evo VIII | 5:08:32.4 | 35:48.4  | N4    | 2      |
| 8    | Toshihiro Arai       | Tony Sircombe        | Subaru Impreza             | 5:10:21.0 | 37:37.0  | N4    | 1      |

1. ↑  Litera M przy oznaczeniu grupy do której należy samochód oznacza, iż tylko ci kierowcy zdobywali punkty dla swoich zespołów liczonych w klasyfikacji producentów na koniec sezonu.

## Nie ukończyli
- Mikko Hirvonen  – awaria

## Zwycięzcy odcinków specjalnych
| Numer | Nazwa               | Zwycięzca                   |
| ----- | ------------------- | --------------------------- |
| OS1   | Super Especial 1    | P. SOLBERG / P. MILLS       |
| OS2   | Super Especial 2    | M. GRÖNHOLM / T. RAUTIAINEN |
| OS3   | Ascochinga 1        | P. SOLBERG / P. MILLS       |
| OS4   | Capilla del Monte 1 | S. LOEB / D. ELENA          |
| OS5   | San Marcos 1        | S. LOEB / D. ELENA          |
| OS6   | Cabalango 1         | M. GRÖNHOLM / T. RAUTIAINEN |
| OS7   | La Falda 1          | S. LOEB / D. ELENA          |
| OS8   | Capilla 2           | S. LOEB / D. ELENA          |
| OS9   | San Marcos 2        | P. SOLBERG / P. MILLS       |
| OS10  | La Cumbre 1         | M. STOHL / I. MINOR         |
| OS11  | La Falda 2          | M. GRÖNHOLM / T. RAUTIAINEN |
| OS12  | La Cumbre 2         | M. GRÖNHOLM / T. RAUTIAINEN |
| OS13  | Ascochinga 2        | X. PONS / C. DEL BARRIO     |
| OS14  | Cabalango 2         | S. LOEB / D. ELENA          |
| OS15  | Santa Rosa 1        | M. GRÖNHOLM / T. RAUTIAINEN |
| OS16  | Las Bajadas         | P. SOLBERG / P. MILLS       |
| OS17  | Amboy               | P. SOLBERG / P. MILLS       |
| OS18  | Santa Rosa 2        | M. GRÖNHOLM / T. RAUTIAINEN |
| OS19  | Mina Clavero        | M. STOHL / I. MINOR         |
| OS20  | El Condor           | P. SOLBERG / P. MILLS       |
| OS21  | Super Especial 3    | M. GRÖNHOLM / T. RAUTIAINEN |
| OS22  | Super Especial 4    | M. WILSON / M. ORR          |

## Klasyfikacja po 6 rundach
Tabele przedstawiają tylko pięć pierwszych miejsc.

### Kierowcy
| Lp. | Kierowca        | Pkt |
| --- | --------------- | --- |
| 1   | Sébastien Loeb  | 56  |
| 2   | Marcus Grönholm | 35  |
| 3   | Daniel Sordo    | 24  |
| 4   | Petter Solberg  | 18  |
| 5   | Manfred Stohl   | 18  |

### Producenci
| Lp. | Producent                  | Pkt |
| --- | -------------------------- | --- |
| 1   | Kronos Total Citroën WRT   | 69  |
| 2   | BP Ford World Rally Team   | 57  |
| 3   | Subaru World Rally Team    | 51  |
| 4   | OMV Peugeot Norway         | 31  |
| 5   | Stobart VK Ford Rally Team | 15  |